# بارف

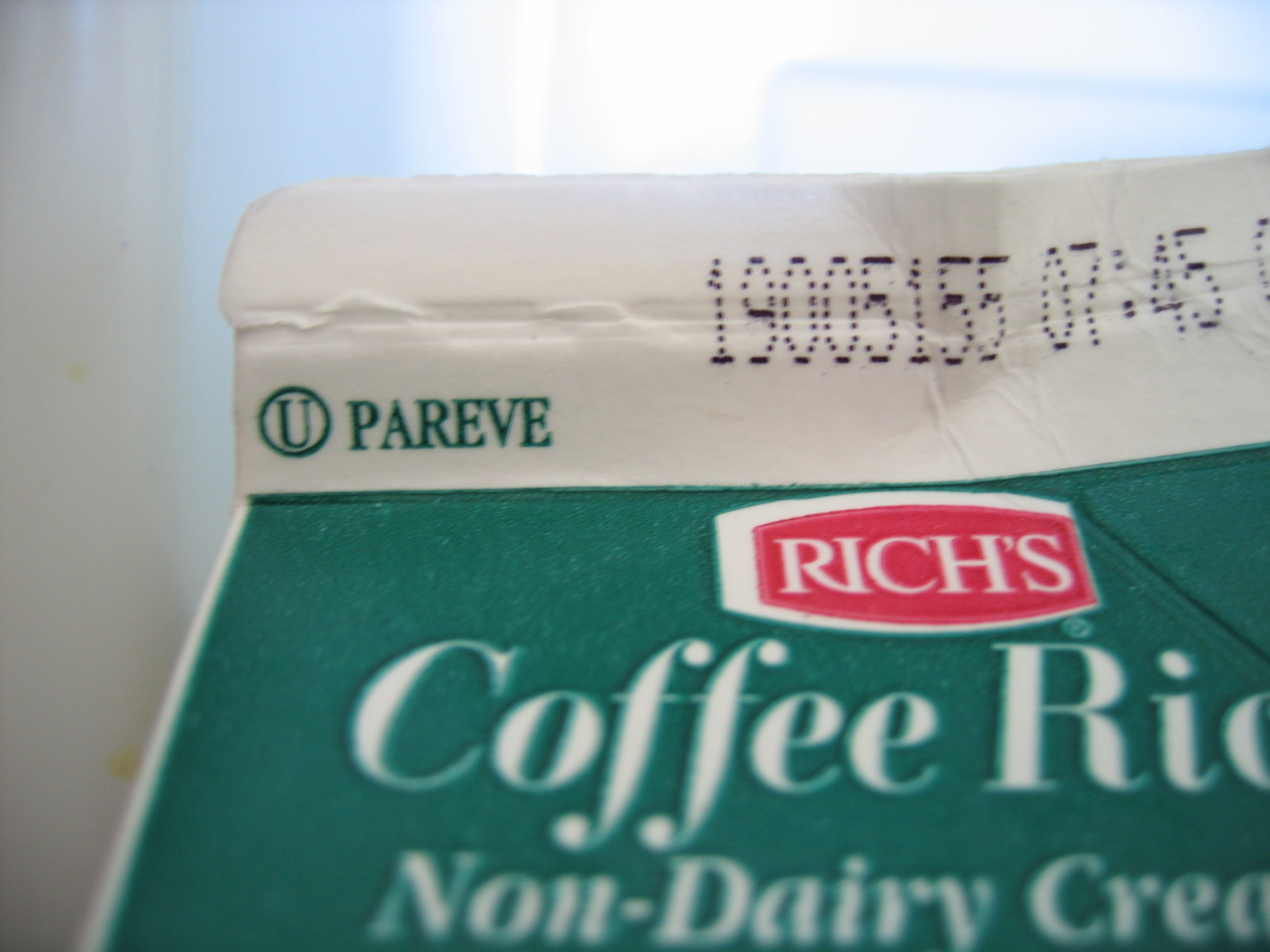
كريمة للقهوة تخلو من مشتقات الحليب

بارف (باليديشية: פאַרעוו وتعني "محايد"، بالعبرية: פרווה، بالإنجليزية: parve) هو أسم تصنيفي في أحكام الطعام اليهودية، الكشروت، للطعام الذي لا يحتوي على منتجات الألبان أو اللحوم ضمن مكوناته والذي يمكن استهلاكه. يشمل هذ التصنيف كافة ما تُخرج الأرض من بطونها من مزروعات (الفواكه والخضار والبقول، الخ) بالإضافة للأسماك والبيض والعناصر غير الحيوية الصالحة للأكل (مثل الماء والملح). تحظر تعاليم الكشروت إستهلاك أي خليط يحوي كلاً من مشتقات الحليب واللحوم أو استهلاك مشتاقات الحليب و اللحوم في الوجبة الواحدة أو استهلاك مشتقات الحليب بعد فترة زمنية محددة من استهلاك اللحوم (تختلف الفترة حسب العُرف) أو استخدام نفس الأطباق لكل من مشتقات الحليب واللحوم. لأن أطعمة بارف تعتبر محايدة، ليست حليباً ولا لحماً، فإنها يمكن أن تستهلك مع مشتقات الحليب أو مع اللحوم.

## أحكام بارف
على الرغم من أن الأسماك تصنف على أنها بارف، إلا أن التلمود حذر من استهلاك الأسماك مختلطة مع اللحم و من العرف أن لايتم تناولهما مع بعضمها بالطبق نفسه. وهناك طقوس أقل شيوعا وهي الامتناع عن أكل السمك مع مشتقات الحليب.
تم تصنيف بيض الدجاج على أنها بارف لاعتبارها جزء منفصل من الحيوان. ولكن البيض الموجود داخل الدجاج بعد ذبحه يعتبر جزء من الحيوان وبالتالي فأنه يأخذ وضع اللحوم في شريعة اليهود. البيض المُبارع تجاريا يعتبر بارف بشكل عام لأنه لا ينتج من ذبح الدجاج.
تنص أحكام الكشروت على أن يتم صناعة الخبز تبعاً لتعاليم بارف، لأن الخبز يعتبر صنفاً من الأصناف الرئيسية وبالتالي فهناك احتمالات كبيرة لأن ينسى المستهلك أن الخبز قد يحتوي على منتجات الألبان أو اللحوم في مكوناته. لايجب أن يكون الخبز بارف إذا تم صناعته بشكل مختلف عن الخبر العادي أو أن يتم ضمان استهلاكه في نفس اليوم. أحكام الكشروت تنطبق على كافة اليهود وبالتالي حتى النباتيين يجب أن يمتنعوا عن الخبز الذي لم يتم خبزه طبقاً للكشروت (بارف).

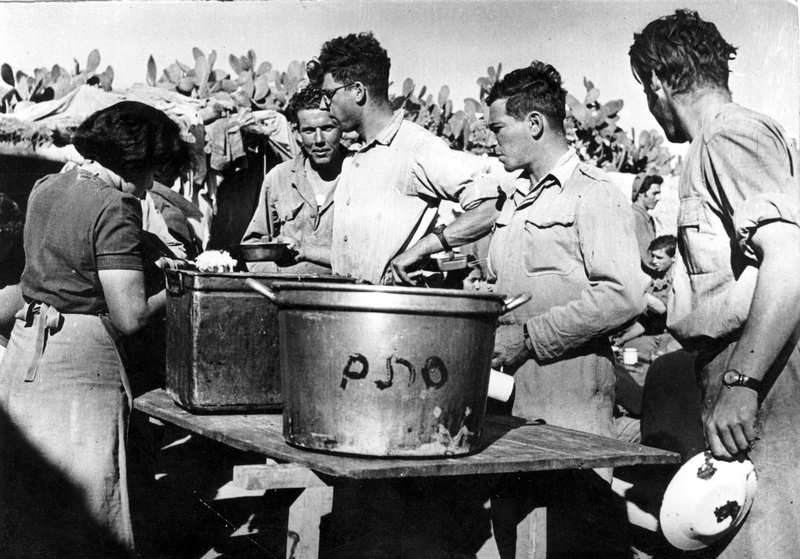
قدر لحساء مكتوب عليه "بارف" في أحد معسكرات الجيش

الطعام الذي يحتوي فقط على مكونات بارف ولكن لامس أطباق لمنتجات الحليب أو اللحوم في المنزل أو التي يتم تصنيعها على معدات تستخدم أيضا في صناعة الألبان أو اللحوم تظل مصنفة على أنها بارف، ويمكن أن تستهلك بعد تناول أما الألبان أو اللحوم. لكن في حالة التلامس هذا فإنها تستهلك على طبق مماثل لما حصل الالتماس معه أما طبق مشتقات الحليب أو طبق اللحوم. بعض المنتجات التجارية التي تنتج طعام بارف ولكن على معدات لمشتقات الحليب تحمل الحرف "DE" بعد علامة "U" (الذي يعني طعام كشروت)  ليعرف المستهلك أن هذا المنتج لا يجب تناوله مع اللحوم. عموما، فأن هذا الصنف يمكن أن يستهلك بعد وجبة لحوم.
الأدوية التي تؤخذ لأغراض علاجية وتحتوي على مواد حيوانية وعلى الرغم من أنها ليست مصنفة على أنها بارف إلا أنها لا تتطلب فترة انتظار بعد استهلاكها لأنها تُبلع عادة دون أن تُمضغ وبالتالي هناك القليل من الاتصال والتلامس مع الفم. أحكام كشروت لا تنطبق على الأدوية التي تؤخذ لأسباب علاجية. أما الفيتامينات من ناحية أخرى فهي تأخذ أحكام التغذية وبالتالي فإن قوانين الكشروت يجب أن تتبع. أحكام الكشروت لا تطبق إطلاقا على المواد التي لا تؤخذ عن طريق الفم.
في حين أن الأسر اليهودية المتدينة وتتبع أحكام الكشروت تملك مجموعتين من الأطباق لمشتقات الحليب واللحوم إلا أن بعض الأسر الأكثر تديناً تملك طقماً إضافياً من الأطباق لأطعمة بارف أو على الأقل أواني الطبخ أضافية لإمكانية تحضيرأطعمة برف ثم لاحقاً يمكن أن تقدم مع إما مع أطباق اللحوم أو أطباق مشتاق الحليب بشكل منفصل.